# Estuaire de la Severn
L’estuaire de la Severn (en anglais : Severn Estuary ; en gallois : Môr Hafren) est l'estuaire du fleuve Severn au Royaume-Uni, entre l'Angleterre et le Pays de Galles.
Il est à l'embouchure de quatre grands cours d'eau : la Severn (qui lui donne son nom), la Wye, l'Usk et l'Avon. Il donne sur le canal de Bristol.

## Géographie
Les définitions des limites de cet estuaire. Une définition plus étroite adoptée par certaines cartes est que la rivière devient l'estuaire de la Severn après le deuxième pont sur la Severn près de Severn Beach (Gloucestershire du Sud). Il s'étend ensuite jusqu'à une ligne allant de f à Lavernock Point (en) (sud de Cardif, Pays de Galles) à Sand Point (en) (près de Weston-super-Mare, Angleterre). La définition utilisée sur l'Admiralty chart (en) (carte de l'Amirauté) SC1179 et le « Bristol Channel and Severn Cruising Guide » est que l'estuaire s'étend en amont jusqu'à Aust, site du pont sur la Severn. L'estuaire mesure environ 3,2 km de large à Aust et environ 14 km de large entre Cardiff et Weston-super-Mare.
Du côté nord-ouest (côté gallois), les rivières Wye et Usk se jettent dans l'estuaire, et du côté sud-est (côté anglais), la rivière Avon se joint à Avonmouth. À l'ouest de la Wye, l'estuaire forme la frontière entre le Pays de Galles et l'Angleterre. Du côté septentrional de l'estuaire se trouvent les Caldicot and Wentloog Levels (en), qui se situent de chaque côté de la ville de Newport ; et, à l'ouest, la ville de Cardiff avec la station balnéaire de Penarth. Côté méridional, se trouvent Avonmouth, Portishead, Clevedon et Weston-super-Mare. Denny Island est une petite île rocheuse de 0,24 hectare (0,6 acres), avec une végétation de broussailles, à environ cinq kilomètres au nord de Portishead. Son estran sud rocheux marque la frontière entre l'Angleterre et le Pays de Galles, mais l'île elle-même est considérée administrativement comme le Monmouthshire, au Pays de Galles.
L'estuaire a l'une des amplitudes de marée les plus élevées au monde - environ 50 pieds (15 m),. La forme en entonnoir de l'estuaire, son amplitude de marée et la géologie sous-jacente de roche, de gravier et de sable, produisent de forts courants de marée et une turbidité élevée, donnant à l'eau une coloration particulièrement brune. À l'ouest de la ligne entre Lavernock Point et Sand Point se trouve le canal de Bristol, qui à son tour se déverse dans la mer Celtique et donc, l'océan Atlantique. Les îles de Steep Holm et Flat Holm sont situées à proximité de cette ligne, au milieu de l'estuaire. Parfois, le terme estuaire de la Severn est utilisé pour inclure le tronçon de marée en amont entre Gloucester et Aust. Pendant les marées les plus hautes sur les tronçons supérieurs de ce tronçon, la montée des eaux est canalisée dans l'estuaire dans le Severn bore (en). L'Ordnance Survey se réfère sur sa cartographie à une section de l'estuaire au large des deux croisements autoroutiers estuariens comme la Mouth of the Severn.

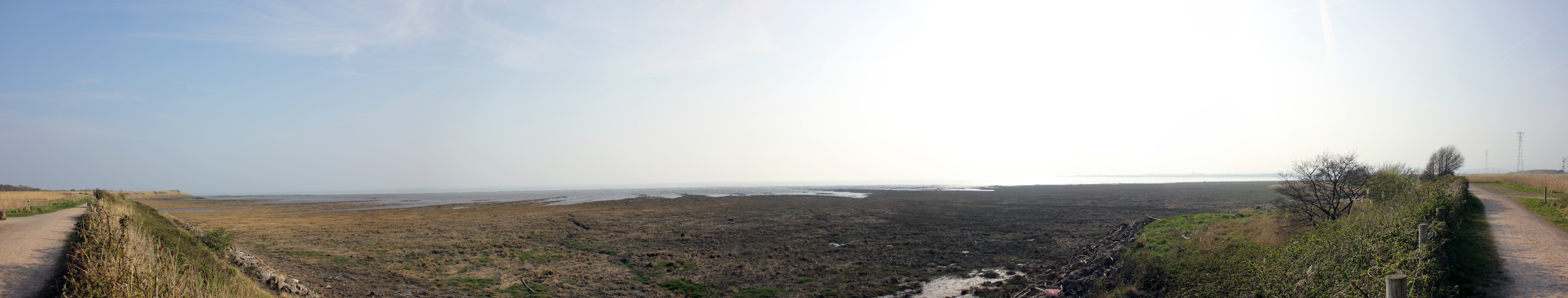
Vue de l'estuaire de la Severn depuis les Newport Wetlands.

## Transport
Il y a un tunnel ferroviaire, le Severn Tunnel (en), et 2 ponts routiers, le pont sur la Severn et le deuxième pont sur la Severn, tous au-dessus de l'estuaire.

## Dans les arts et la culture
- Au XIIe siècle, Geoffroy de Monmouth raconte l'histoire légendaire des rois de l’île de Bretagne dans son Historia regum Britanniae (Histoire des rois britanniques). Le roi Arthur y évoque un lac du Pays de Galles, près de la Severn, que les habitants nomment Linligvam (ou Linliguua)[a] et sur lequel se déroule un phénomène que l'on peut qualifier de mascaret[7]. L'Historia Brittonum, qui lui servit de source, raconte à peu près la même chose dans sa liste des "Merveilles de (Grande) Bretagne", bien qu'il parle de l'embouchure de la rivière "Oper Linn Liuan" (signifiant "l’embouchure de l’étang de Liwan")[8]. Dans le conte Culhwch et Olwen, les chevaliers d'Arthur se rendent à cet endroit (appelé ici Llynn Lliwan) pendant la chasse au sanglier Twrch trwyth. Plus tôt dans l'histoire, ils rencontrent un saumon vivant dans un étang, le Llynn Llyw, dans lequel se jette une rivière passant par Caer Lloyw (Gloucester) ; il s'agit sûrement du même lieu[9],[7]. L'historien français Ferdinand Lot affirme qu'il s'agit de l’estuaire de la Severn à l'embouchure de la Wye[10],[11]. Il existe justement un phénomène de mascaret sur la Severn (en).